# Super League 2017
La Super League de 2017 fue la 123.ª temporada del rugby league de Inglaterra y la vigésimo segunda edición con la denominación de Super League.

## Formato
Los clubes se enfrentaron en una fase regular de todos contra todos, los ocho equipos mejor ubicados al terminar esta fase clasificaron a la postemporada, que consistió en 7 partidos para definir los puestos de clasificación. de estos los cuatro mejores clasificaron a semifinales.
El descenso se definió en un torneo llamado The Qualifiers, que clasificó a los últimos cuatro de la liga y los primeros cuatro de la segunda división.

## Desarrollo

### Tabla de posiciones
| Pos. | Equipo              | Encuentros | Encuentros | Encuentros | Encuentros | Tantos | Tantos | Tantos | Puntos |
| Pos. | Equipo              | PJ         | PG         | PE         | PP         | F      | C      | Dif    | Puntos |
| ---- | ------------------- | ---------- | ---------- | ---------- | ---------- | ------ | ------ | ------ | ------ |
| 1    | Castleford Tigers   | 23         | 20         | 0          | 3          | 769    | 378    | +391   | 40     |
| 2    | Leeds Rhinos        | 23         | 15         | 0          | 8          | 553    | 477    | +76    | 30     |
| 3    | Hull FC             | 23         | 13         | 1          | 9          | 541    | 483    | +58    | 27     |
| 4    | Salford Red Devils  | 23         | 13         | 0          | 10         | 576    | 500    | +76    | 26     |
| 5    | Wakefield Trinity   | 23         | 13         | 0          | 10         | 572    | 509    | +63    | 26     |
| 6    | St Helens           | 23         | 12         | 1          | 10         | 516    | 420    | +96    | 25     |
| 7    | Wigan Warriors      | 23         | 10         | 3          | 10         | 539    | 518    | +21    | 23     |
| 8    | Huddersfield Giants | 23         | 9          | 3          | 11         | 519    | 486    | +33    | 21     |
| 9    | Warrington Wolves   | 23         | 9          | 2          | 12         | 426    | 557    | −131   | 20     |
| 10   | Catalans Dragons    | 23         | 8          | 1          | 14         | 476    | 582    | −106   | 17     |
| 11   | Leigh Centurions    | 23         | 6          | 0          | 17         | 425    | 615    | −190   | 12     |
| 12   | Widnes Vikings      | 23         | 5          | 1          | 17         | 359    | 632    | −273   | 11     |

|  | Clasificado a postemporada.   |
|  | Clasificado a The Qualifiers. |

### Segunda fase
| Pos. | Equipo              | Encuentros | Encuentros | Encuentros | Encuentros | Tantos | Tantos | Tantos | Puntos |
| Pos. | Equipo              | PJ         | PG         | PE         | PP         | F      | C      | Dif    | Puntos |
| ---- | ------------------- | ---------- | ---------- | ---------- | ---------- | ------ | ------ | ------ | ------ |
| 1    | Castleford Tigers   | 30         | 25         | 0          | 5          | 965    | 536    | +429   | 50     |
| 2    | Leeds Rhinos        | 30         | 20         | 0          | 10         | 749    | 623    | +126   | 40     |
| 3    | Hull FC             | 30         | 17         | 1          | 12         | 714    | 655    | +59    | 35     |
| 4    | St Helens           | 30         | 16         | 1          | 13         | 663    | 518    | +145   | 33     |
| 5    | Wakefield Trinity   | 30         | 16         | 0          | 14         | 714    | 679    | +35    | 32     |
| 6    | Wigan Warriors      | 30         | 14         | 3          | 13         | 691    | 668    | +23    | 31     |
| 7    | Salford Red Devils  | 30         | 14         | 0          | 16         | 680    | 728    | -48    | 28     |
| 8    | Huddersfield Giants | 30         | 11         | 3          | 16         | 663    | 680    | -17    | 25     |

|  | Semifinalista. |

### Postemporada

#### Semifinal
| 28 de septiembre | Castleford Tigers | 23 - 22 | St Helens |  |  |

| 29 de septiembre | Leeds Rhinos | 18 - 16 | Hull FC |  |  |

#### Final
| 7 de octubre | Castleford Tigers | 6 - 24 | Leeds Rhinos | Old Trafford, Mánchester        |  |
|              |                   |        |              | Asistencia: 72.827 espectadores |  |

| Bandera de Inglaterra |
| Campeón Leeds Rhinos  |
| Décimo primer título  |